# Fyrverkeri

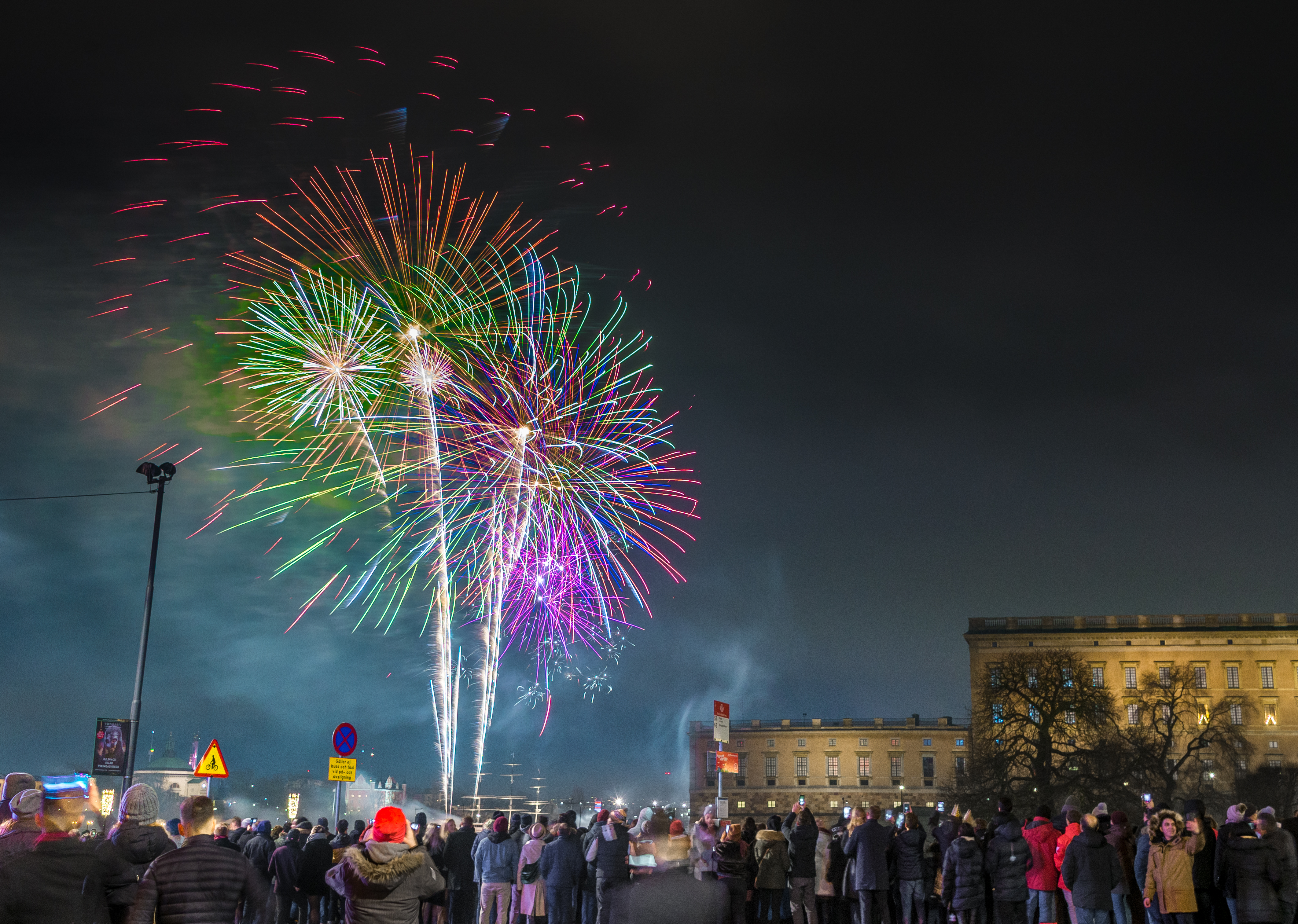
Nyårsfyrverkeri i centrala Stockholm där en pyroteknisk bomb just kreverat och skjutit ut sina olikfärgade stjärnor.

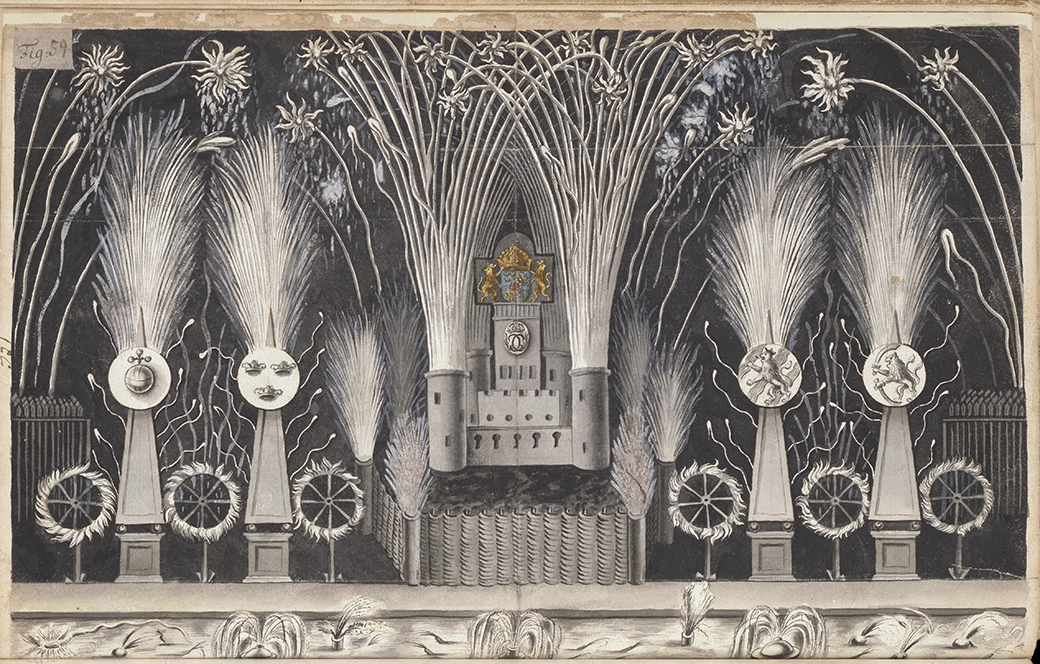
Design av ett fyrverkeri, Sverige, 1700-tal.

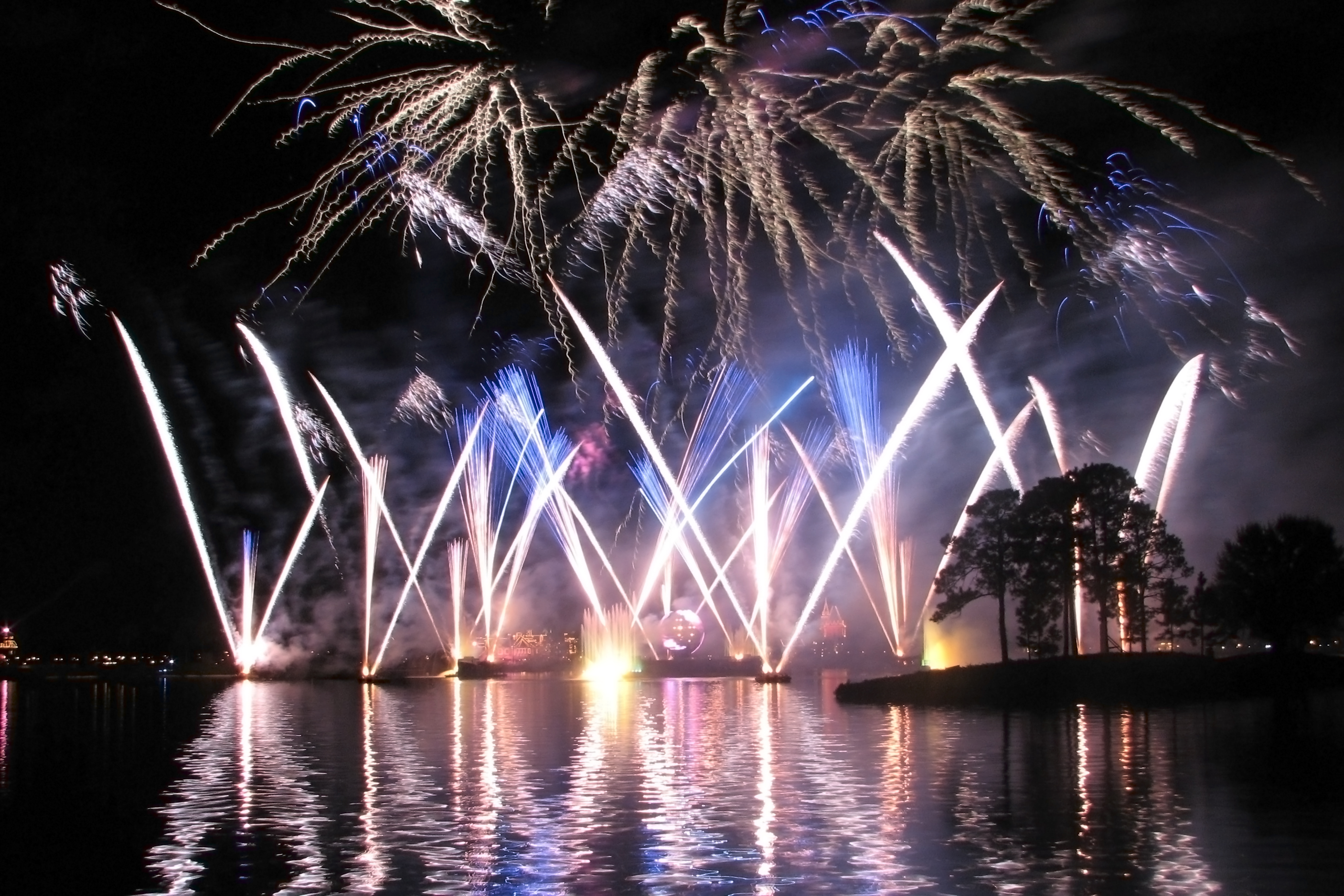
Fyrverkeri med vattenilluminationer i Walt Disney World, Orlando, USA.

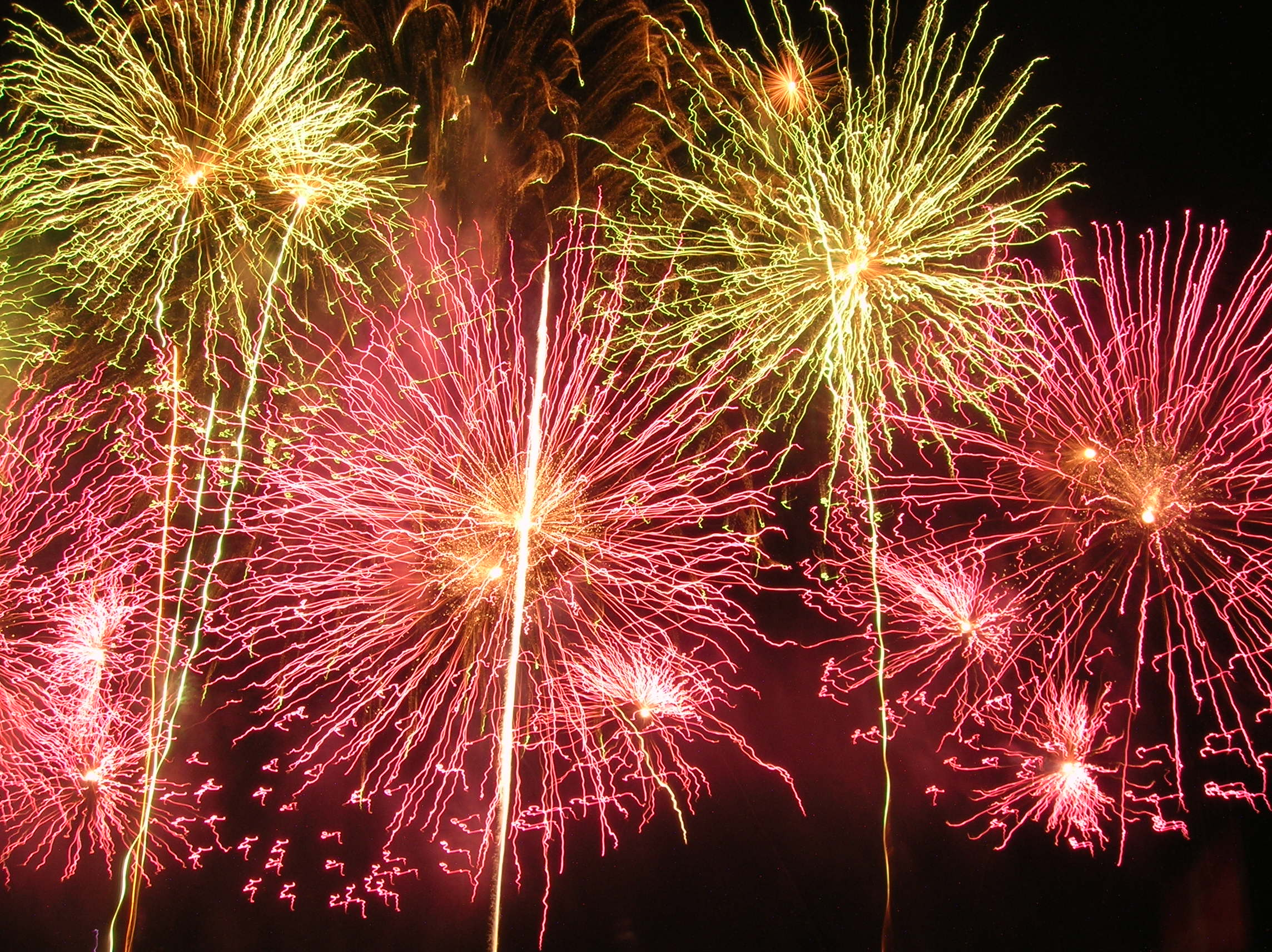
Pyroteknisk show under Annecy-festivalen i Frankrike.

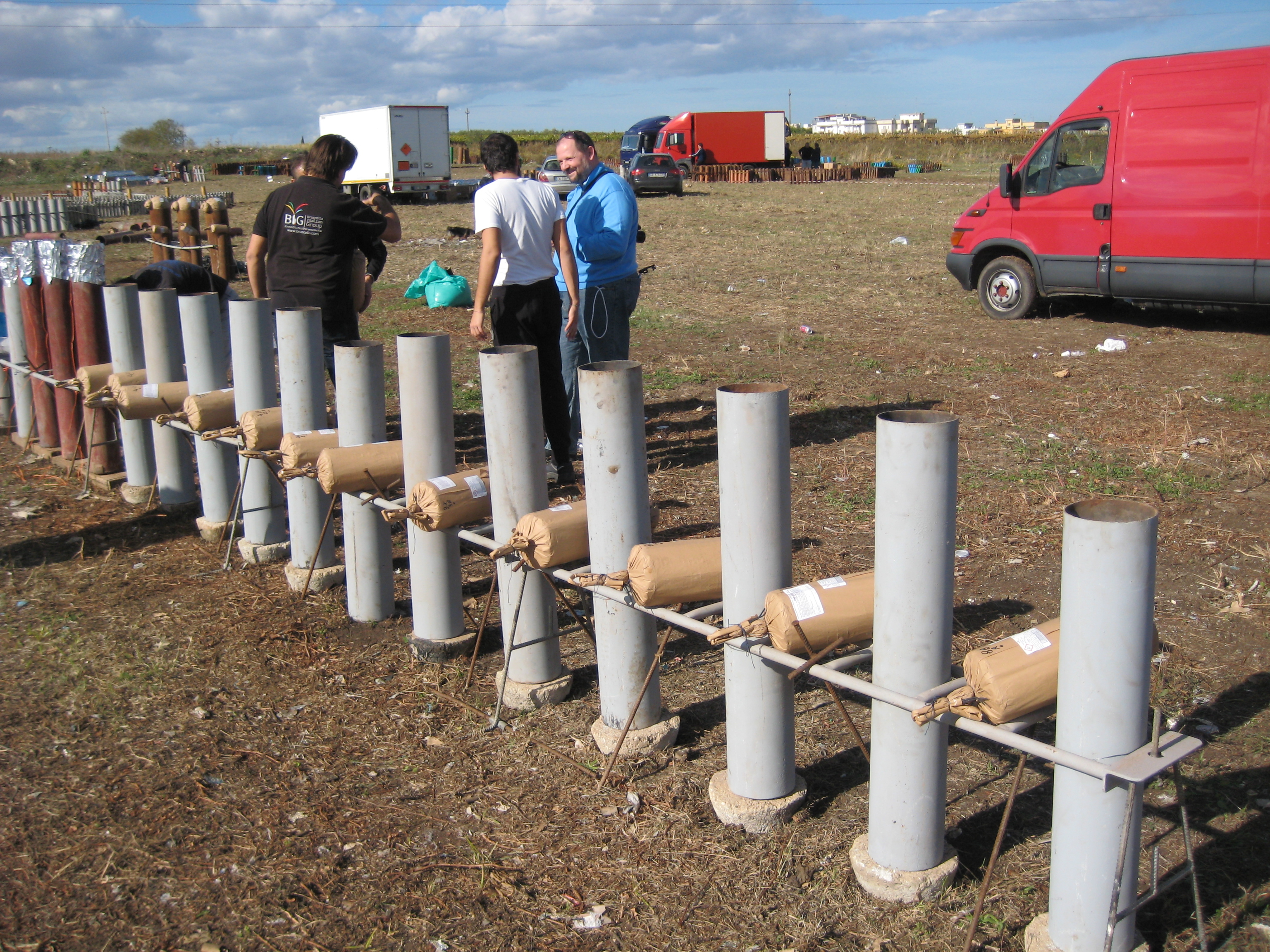
Olikfärgade rörbomber redo för laddning.

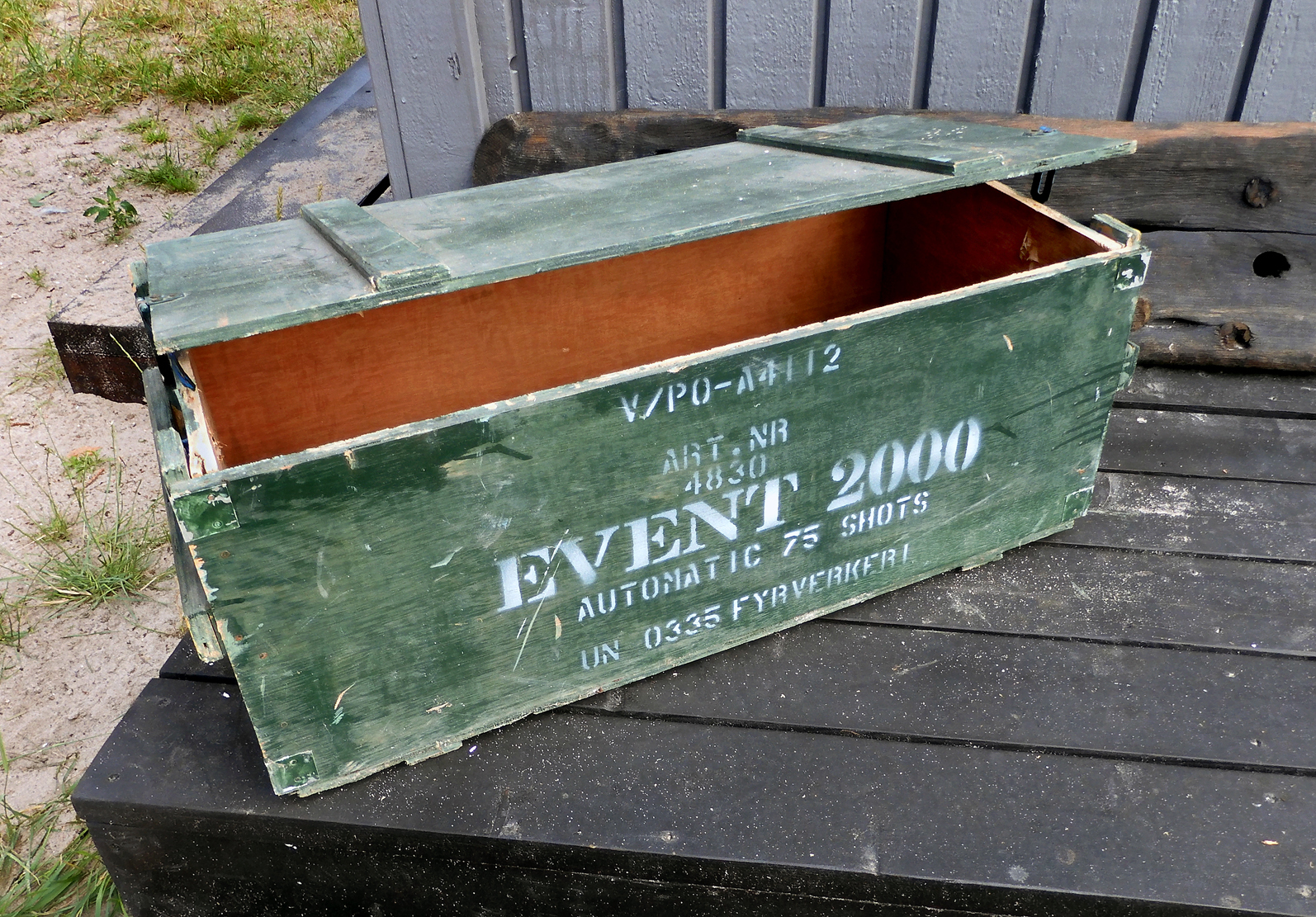
En låda avsedd för fyrverkerier.

Fyrverkeri är en typ av lågexplosiv pyroteknik som används i estetiska syften och underhållningssyfte. Vanligtvis skjuts fyrverkerier vid nyår, påsk, valborg och olika jubileer.
Fyrverkerier är kända sedan tidigt 1400-tal i Europa. Krutet kom till Europa på 1200-talet. Seden kommer ursprungligen från Kina, där krutet troligen uppfunnits långt tidigare. Enligt en version var det Li Tian, som döpts till Zhusheng (竹声, ljudet av bambu). Han föddes i Dayao, Liuyang i Hunanprovinsen 18 april år 601, under kejsare Renshou och dog vid 89 års ålder år 690. Hans grav finns i Beidahe i gamla Dayao. I Kina används smällare, som ett sätt att skrämma bort onda andar vid många händelser som begravningar, bröllop, invigningar och start på festligheter.
Troligen spreds tekniken via de gamla handelsvägarna till Europa. Européerna har sedan utvecklat tekniken vidare. Idag sker den största delen av världens produktion i Kina, men även Italien, Spanien, Indien och andra länder har en egen produktion av mindre volymer. I Sverige tillverkas numera endast specialprodukter på några få ställen, oftast endast för företagens egna användning.

## Ingredienser i fyrverkerier
Fyrverkeriers färger skapas i samverkan mellan de kemikalier, salter och grundämnen (metaller) som ingår i blandningen. I praktiken används inte nedanstående tabell för att få fram olika fyrverkerifärger. Tabellen visar endast hur några av metallernas salter färgar en låga, men olika salter av samma metall kan ha varierande färger och reaktionsvillighet. Lågans (reaktionens) temperatur påverkar också färgen, samt dessutom påverkas (förstärks) den av närvaro av klor. Tillsats av till exempel magnalium (en legering av Mg+Al) höjer lågtemperaturen och ger nya ofta ljusstarka färger. Samverkan mellan olika komplexa reaktionsprocesser påverkar och förändrar också färgerna. Reaktionerna är svåra att förutsäga och påverkas dessutom av eventuella föroreningar i de industrikemikalier som används;
| Metall                         | Färg        |
| ------------------------------ | ----------- |
| Barium                         | Grönt       |
| Kalcium                        | Rödorange   |
| Kalium                         | Violett     |
| Litium                         | Djuprött    |
| Natrium                        | Gulorange   |
| Strontium                      | Crimsonrött |
| Zink                           | Ljusgrönt   |
| Antimon                        | Blekgrönt   |
| Selen                          | Ljusblått   |
| Kopparoxider (används)         |             |
| Metall                         | Färg        |
| Koppar(I)oxid                  | Blått       |
| Koppar(II)oxid                 | Turkos      |
| Metaller som ej längre används |             |
| Metall                         | Färg        |
| Tallium                        | Ljusgrönt   |
| Bly                            | Blått       |
| Arsenik                        | Ljusblått   |

## Påverkan på naturen

### Miljöpåverkan
I Stockholm gjordes miljömätningar på uppdrag av Miljöförvaltningen under millennieskiftet 22 december-13 januari för att se vilka utsläpp av metaller som fyrverkerier bidrog med. Kraftigt förhöjda halter av luftburna partiklar PM10 konstaterades. Stadens officiella nyårsfyrverkeri var blyfritt, men miljön tillfördes ändå 275 kg (extra) bly från privata fyrverkerier. Andra metaller som ökade i mätningarna var: vanadin, krom, nickel, strontium, titan, mangan, molybden, koppar, kobolt, kadmium. Även förhöjda halter av arsenik uppmättes. De uppmätta värdena var dock så låga att de ej föranledde någon åtgärd. Antagligen beror ökningarna på att det i alla tekniska kemikalier förekommer föroreningar. På samma sätt ökar halterna av en del metaller när man konstgödslar åkrar. Vissa ämnen som mättes hade inte förhöjda värden: kvicksilver, kalcium, selen, brom, kisel och fosfor.

### Påverkan på djur
Många husdjur och även vilda djur är rädda för fyrverkerier. Framförallt är det fyrverkeriernas ljud som kan skrämma och stressa djuren, men också ljuset. Djur som blir skrämda kan fly i blind panik, med risk för att djuren skadas eller dör i en olycka, till exempel genom att springa ut på en väg och bli påkörda, eller springa ut på tunn is. Stress påverkar även djurens hälsa negativt och i allvarliga fall vid stark stress finns risk för organsvikt. Skott/knall-träning är när det gäller hundar vanligt förekommande och rekommenderas för djurets bästa då smällar/knallar kan förekomma även i andra situationer. Detta hjälper dock inte alla hundar. Om en situation med smällande inte kan undvikas och rädslan inte går att träna eller distrahera bort, kan en veterinär konsulteras för råd om behandling och eventuellt behov av lugnande medel som kan dämpa hundens stress.

## Fyrverkeripjäser
- Bomb är en pyroteknisk effekt som är klotformad och skjuts upp i luften med kastladdning eller tryckluftskanon. Den kreverar väl på himlen med hjälp av separationsladdning och skjuter då vanligtvis ut mindre brinnande stjärnor.
- Fontän är en pressad pyroteknisk massa som brinner med jämnt tempo och ger oftast bara en färgad låga. Svår att släcka då syretillförseln finns kemiskt i massan.
- Raket är en pyroteknisk effekt som drivs av en motor, har en styrpinne. Det finns raketer som avslutas med krevader, som tjuter, eller bara lämnar spår efter sig.
- Eldbägare är en kastladdning som från marken skjuter upp en kaskad av brinnande stjärnor och bildar en "kvast" på himlen.
- Tårta är ett batteri av bombetter (liten bomb) och mindre eldbägare sammankopplade för att ge en tidsmässigt längre effekt där även stjärnor och krevader kan variera.